# 莱谢克·布瓦任斯基
莱谢克·布瓦任斯基（波蘭語：Leszek Błażyński，1949年3月5日—1992年8月7日），波兰男子拳击运动员。他曾代表波兰参加1972年和1976年夏季奥林匹克运动会拳击比赛，获得二枚铜牌，均来自男子51公斤级项目。